# قطعنامه ۱۸۲۸ شورای امنیت
قطعنامه ۱۸۲۸ شورای امنیت سازمان ملل متحد که در تاریخ ۳۱ جولای ۲۰۰۸ تصویب شد، سندی بین‌المللی دربارهٔ گزارش دبیر کل سازمان ملل دربارهٔ سودان است. این قطعنامه طی نشست ۵۹۴۷ام با ۱۴ رای موافق، ۰ مخالف و ۱ ممتنع تصویب شد.